# Šanhai Judi Čuantu
Šanhai Judi Čuantu (poenostavljeno kitajsko: 山海舆地全图; tradicionalno kitajsko: 山海輿地全圖; pinjin: Shānhǎi Yúdì Quántú; dob.: 'Popoln zemljevid sveta') je kitajski zemljevid sveta, objavljen v dinastiji Ming leta 1607 v enciklopediji (leišu) Sancai Tuhui.

## Ozadje
Na nastanek Šanhai Judi Čuantu so močno vplivali jezuitski misijonarji na Kitajskem, začenši z Matteom Riccijem. Matteo Ricci je na zahtevo cesarja Vanlija leta 1602 sam izdelal zemljevid sveta z naslovom Kunju Vanguo Čantu in posedoval dva zemljevida Šanhai Judi Čuantu. Prvega je vgraviral Vu Džonming (吳中明) leta 1600, drugega pa Guo Dzidžang (郭子章) leta 1604.

## Vsebina

### Azija
Azijska celina je označena fonetično kot 亞細亞 (pinjin Yàxìyà, srednjekitajsko aseja). Na tem delu zemljevida, razdeljenem po regijah, je mogoče najti največ informacij.

#### Vzhodna Azije
V tem delu sveta je imenovanih veliko pokrajin in otokov: 
- Veliko cesarstvo Ming (大明國, Dà Míngguó)
- Japonska (日本, Rìběn)
- Gorjeo, (Koreja, 高麗, Gāolì)
- Džurčenska Mandžurija (女直, Rǚzhí)
- "Pet mest" blizu Sungarija (五城, Wǔ Chéng)
- Liaodong (遼東, Liáodōng)
- vojna krajina Daning (大寧, Dà Níng)
- Tartari, severno od Liaodonga (韃靼, Dádá)
- "Pasja dežela", dežela ljudstva s pasjimi glavami v vzhodni Sibiriji (狗國, Gǒugúo)
- "Otok koralnega drevesa" (珊瑚樹島, Shānhúshù Dǎo)
- otočje Riukiu (琉球, Liúqiú)
- Sibirija (北極界, Běijíjiè, dob. "Arktična regija")

Morji ob Vzhodni Aziji se imenujeta Južno kitajsko morje (kitajsko: 大明海; dob.: 'Veliko morje Ming') in "Manjši vzhodni ocean" (小東洋, Xiǎo Dōng Yáng). Morje na severu je "Ledeno morje" (冰海, Bīng Hǎi). 

#### Zahodna Azija
- Puščava Gobi (沙漠, dob. "Peščena širjava"; beseda je postala kitajska beseda za "puščavo")
- Kham/Tibetanci (西番, Xī Fān, dob. "Zahodni barbari")
- Muslimani (回回, Huíhuí)
- Zahodne regije (西域, Xīyù)
- Jezero Činghaj (星宿海, Xīngsù Hǎi, dob. "Zvezdno morje" ali 北高海, Běi Gāo Hǎi, dob. "Severno visoko morje")
- Gorovje Kunlun (崑崙, Kūnlún)

#### Južna Azija
- Anam v Vjetnamu (安南, dob. "Pomirjeni jug")
- Čampa (占城, Zhànchéng)
- Hainan (海南, Hǎinán)
- Srividžaja (三佛齊, pinjin Sānfóqí, srednje kitajsko Sambiutjay)
- Indija (應帝亞, Yīngdìyà)
- Zahodna Indija (西天竺, Xī Tiānzhú)

Prikazani sta dve morji: Bengalski zaliv (旁葛臘海, Pánggélà Hǎi) in "Mali zahodni ocean" (小西洋, Xiǎo Xī Yáng).
Java je prikazana v dveh delih: Velika Java (大爪哇, Dà Zhǎowā) in Mala Java (小爪哇, Xiǎo Zhǎowā). Daleč na "jugozahodu" (西南海) in "jugu" (南海) so morja v bližini Antarktike.

### Evropa
Evropa je označena fonetično kot 歐羅巴 (pinjin Ōuluóbā, srednje itajsko Oulapa).
- Francija (佛郎察, Fólǎngchá)
- "Več kot trideset držav" (三十餘國, sānshí yú gúo)
- Grenlandija (臥蘭的亞, Wòlándìyà iz latinskega 'Groenlandia')

Evropa je obdana z "Velikim zahodnim oceanom" (大西洋, Dà Xī Yáng (Atlantski ocean), Sredozemskim morjem (地中海, Dìzhōng Hǎi) in Črnim morjem (太海, Tài Hǎi, dob. "Veliko morje").

### Severna Amerika
Severna Amerika je označena kot 北亞墨利加 (pinjin Běi Yàmèilìjiā,srednje kitajsko  Pok Amoklika). Edina lokacija je zapisana fonetično in ni znana:
- "Angvajma" (亞外媽, Yàwàimā)

Drugi dve neznani lokaciji sta na otoku severovzhodno od Amerike, morda naselji na jugozahodni obali Grenlandije:
Another two unknown locations are on an island to America's northeast, possibly the inhabited 
- "Mrzla reka" (寒河, Hán Hé)
- "Dišeči vrh" (香峯, Xiāngfēng)

Kalifornijski zaliv je označen kot "Vzhodno Rdeče morje" (東紅海, Dōng Hóng Hǎi). Proti severu se nadaljuje kot "Ledeno morje".

### Južna Amerika
Južna Amerika je označena kot 南亞墨利加 (pinjin Nán Yàmèilìjiā, srednje kitajsko  Nom Amoklika). 
- "Dežela kanibalov" (食人國, Shírén Guó)
- Rio de la Plata (銀河, Yín Hé)

Južno Ameriko obdajajo Atlantski ocean (označen kot "Oceano" 河摺亞諾滄, Hézhéyànuò Cāng) na severovzhodu, "Perujsko morje" (白露海, Bólù Hǎi) na zahodu in "Veliki vzhodni ocean" (大東洋, Dà Dōng Yáng).

### Libija
Afriška celina je bila označena fonetično kot "Libija" (利未亞, Lìwèiyà).
- Gorovje Atlas je opisano kot 天下此山至高, Tiānxià cǐ shān zhìgāo, "Najvišja gora pod nebom")

Afrika je obdana z več morji. Od severa v smeri urnega kazalca: Sredozemsko morje, "Mali zahodni ocean" (小西洋, Xiǎo Xī Yáng) v Perzijskem zalivu in Arabskem morju, Rdeče morje, imenovano "Zahodno rdeče morje" (西紅海, Xī Hóng Hǎi), da bi se razlikovalo od Kalifornijskega zaliva,  zahodni Indijski ocean, imenovan "Arabsko morje" (亞蠟皮海, pinjin  Yàlàpí Hǎi, srednje kitajsko Alapbie Hoy), Gvinejski zaliv, imenovan  "Libijsko morje" (利未亞海, Lìwèiyà Hǎi), in Atlantski ocean, ponovno označen kot "Oceano" 河摺亞諾滄, Hézhéyànuò Cāng).

### Magellanija
Še vedno negotova Terra Australis – danes Avstralija, Antarktika, Nova Zelandija in drugi otoki – je fonetično označena kot 墨瓦臘泥加 (pinjin Mèiwǎlàníjiā, srednje kitajsko Mokngwalapneka). Slednje ime se črkuje kot "Magellanija". Ime je bilo takrat dano bodoči celini  v čast Ferdinandu Magellanu, ki je prečkal Ognjeno zemljo in dokazal, da je južna celina (Ptolemajeva hipoteza) ločena od Južne Amerike.
Zemljevid ugotavlja, kako malo je znanega o tej celini: "Malo jih je doseglo te južne regije. Stvari še niso raziskane" (此南方地人至者少, 未審其物 ), vendar vključuje  več krajevnih imen krajev kot v Afriki, Ameriki ali Evropi:
- "Beli vrh" (白峯, Bái Fēng)
- "Velika reka" (大江, Dà Jiāng)
- Tierra del Fuego (火地, Huǒdì dob. "Mesto ognja")
- Antarktika (南極界, Nánjíjiè, dob. "Antarktična regija")
- Nova Gvineja (新入匿, Xīn Rùnì)
- "Mesto papig" (鸚哥地 se na splošno jemlje kot Avstralija, izvirno pa se je nanašalo na južno Afriko, morda Madagaskar.[5])

## Zapuščina
Iz Šanhai Judi Čuantuja je nastalo veliko zemljevidov. Veliko zemljevidov je v korejskih in japonskih arhivih, vendar je njihovo zgodovino težko rekonstruirati.